# Galería Costarricense del Deporte
La Galería Costarricense del Deporte es el salón de la fama del Consejo Nacional de Deportes de Costa Rica. Fue creada el 9 de julio de 1969, con el objetivo de rendir homenaje a las personas que en las diferentes disciplinas del deporte han dado prestigio y gloria a su patria. Tiene una totalidad 130 miembros de 22 distintas categorías deportivas. La actual sede de la Galería Costarricense del Deporte está ubicada desde 1998 en el Centro Nacional de Cultura (Cenac), en la antigua Fábrica Nacional de Licores, en San José, no obstante, se tiene previsto cambiar la sede de la Galería al Estadio Nacional de Costa Rica.

## Historia
En el año 1969, se crea la Galería Costarricense del Deporte, como una forma de perpetuar en la memoria colectiva nacional, el recuerdo vivo de aquellos deportistas consagrados de todos los tiempos, máximos exponentes de la mayoría de disciplinas deportivas que se practican en el país. 
En el año de su apertura, ingresaron los primeros doce miembros de la Galería, entre los años 1970 a 1976, ingresaron tres miembros anualmente; en 1977 el ingreso fue de cuatro, entre 1978 y 1980 de uno, en 1981 fue de tres, en 1982 de diez, 1983 de cuatro, 1984 de tres. Entre 1985 y 1988 ingresaron cuatro por año, entre 1989 y 1991 lo hicieron tres por año, en 1992 se incorporaron cuatro, en 1993 lo hicieron dos, y en 1994 tres. En aquella primera selección, la misma estuvo bajo la responsabilidad del Consejo Nacional de Educación Física y Deportes, continuando así la inclusión de nuevos miembros hasta el año 1985.
En el año 1994 y por iniciativa de algunos destacados miembros se funda la Asociación Deportiva Galería Costarricense del Deporte (GALCODE); la cual constituye, a través de su Junta Directiva, el soporte administrativo y organizativo sobre el que se apoya la Galería.

## Proceso de selección
En 1985 es publicado en el diario oficial La Gaceta, con fecha 17 de julio, el Reglamento para la Galería del Deporte de Costa Rica.
El nuevo Reglamento, vigente hasta el presente, observa las calidades que deben poseer quienes aspiren a ser miembros de la Galería, como también las de los proponentes de candidaturas, así como las condiciones de presentación de tales candidaturas, forma de selección, estímulos y reconocimientos para los escogidos. 
Pueden ser elegidos tanto deportistas como dirigentes del deporte, quienes hayan tenido una vida ejemplar, quienes no hayan declinado una convocatoria para representar deportivamente al país, quienes sean costarricenses por nacimiento o por naturalización, entre otros requisitos. 
Tienen derecho a postular candidatos las siguientes entidades: Confederaciones Deportivas, Federaciones Deportivas, Asociaciones Deportivas, Comités Cantonales de Deporte y Recreación, Otras organizaciones deportivas legalmente constituidas, Escuelas de Educación Física de los centros de enseñanza superior, Instituciones Públicas y otros grupos legalmente constituidos, de la sociedad civil y de la empresa privada. Cada entidad tiene derecho a postular un solo candidato por cada período. Así mismo, la postulación deberá esta referida  a una  persona, sea viva o fallecida; no así a equipos deportivos o a grupos de atletas.
La Comisión de la Galería Costarricense del Deporte es el ente encargado de la selección de los nuevos miembros de la Galería, y está constituida por el director Nacional del Instituto Costarricense del Deporte y la Recreación, un representante de la Asociación Deportiva Salón de la Fama del Deporte Costarricense, un representante de las Asociaciones y Federaciones de representación nacional, un representante de las universidades públicas que imparten la carrera de Ciencias de Deporte y un periodista deportivo. Todos estos miembros son seleccionados por el Consejo Nacional de Deportes.

## Miembros de Galería Costarricense del Deporte
| 1969 - Hernán Bolaños - Álvaro Facio - Raimundo Martínez - Alejandro Morera Soto - Guillermo González Truque - Eladio Rosabal Cordero - Ricardo Saprissa Aymá - Enrique Sequeira Struck - Evangelista Chavarría - Alberto Montes de Oca - Gastón Michaud - Jesús "Tuzo" Portuguéz 1970 - Emilio Castrillo - Avis McLean - Antonio "El Sanjuaneño" Rodríguez 1971 - Hernán Echandi - Eduardo Garnier - Moisés Quesada 1972 - José Rafael "Fello" Meza Ivancovich - Daniel Yankelewitz - Luis Portela Lumbreras 1973 - Rafael Ángel Madrigal - Manolo Rodríguez Torra - Federico Iglesias 1974 - Joaquín Manuel Gutiérrez - Jorge Luis Solera - Margarita Segreda 1975 - Ricardo Bermúdez Portuguez - Ricardo Fournier - Agustín Palomo 1976 - Ricardo González Camacho - Salvador Soto - Fray Nazario 1977 - Fernando Guevara - Álvaro Murillo - Cristina Lizano 1978 - Juan Gobán - Lidia Vargas 1979 - Carlos Manuel Valverde 1980 - Isaac Jiménez 1981 - Eduardo Loeffholz - Guillermo Brizuela - Aníbal Varela | 1982 - Emilio Artavia - Santiago Bonilla - Mario Cordero Brenes - Donald Hayling - Rodrigo Leiva - Enrique de Mezerville - Abel Gutiérrez - Salvador González Villavicencio - Jesús Rojas - Mayra Soto 1983 - Fausto Argüello - José Antonio Echeverría Camacho - José Joaquín Masís - Orlando Madrigal 1984 - Guillermo Álvarez Vargas - Emmanuel Amador - José Luis Sánchez Sánchez 1985 - Mario Murillo - Edgar Silva Loaiza - Hernán "Nancho" Fernández Madrigal - "Chato" Piedra 1986 - Hernán Alvarado - Guillermo Elizondo 1987 - Alberto Armijo - Alberto León Guzmán - Manuel Cantillo - Adolfo Chin - Juan Soto París - Jorge Manzanares 1988 - Carlos Alvarado - Luis Cartín Paniagua - Alfredo Cruz - José Joaquín Fonseca 1990 - Héctor Bonilla Martínez - Walter Elizondo - Milton Valverde 1991 - Margarita Martínez - Miguel Masís - Danilo Montero Campos 1992 - Edgar Quesada - Roberto Montero - Yolanda Britton 1993 - Edwin Méndez - Renato Soto - René Álvarez - Guido Peña - María del Milagro París | 1994 - José Manuel Soto Delgado 1995 - Osvaldo Pandolfo - José Hutt - Rafael Ángel Pérez 1996 - Joaquín Gutiérrez Mangel 1997 - Ana Cristina Ulloa - Rodrigo Calvo 1998 - Claudia Poll - Francisco Rivas Espinoza - Leonel Hernández 1999 - Carlos Echandi - Juan Martínez Conejo - Edgar Marín 2000 - Sylvia Poll - Errol Daniels - Carlos Cortés 2001 - Mario Pérez Rodríguez - Carlos Rigoberto Morris McPherson 2002 - Juan Ulloa Ramírez - Carlos Manuel Barrantes 2003 - Alejo Eduardo - Jorge Monge 2004 - José Luis Rojas - Ross Sawyers 2005 - Orlando Hernández Bonilla - José Miller 2006 - Erick Zumbado 2007 - Jorge Rojas Espinoza - Hugo Chamberlain - Carlos Enrique Fonseca - Olman Alfaro 2008 - Marlon Charles Goulborne - Ramón Jiménez 2009 - Álvaro Grant McDonald - Roy Valverde - Marco Odio 2010 - Luis Gabelo Conejo - Álvaro Rojas | 2011 - Andrés Brenes - Guillermo Mata 2012 - Javier Quirós - Sandra Jiménez - Carlos Alvarado 2014 - Clemencia Conejo - Rodrigo Pacheco - Jaime Peña 2016 - Marcela Cuesta - Glendorlee Pinnock - Franklin Monestel Vicenzi 2017 - Jorge Arias Tuk - Rafael "Tati" Ugalde - Xinia Alvarado |

Miembros por disciplina: Ajedrez (2), Árbitro (2), Atletismo (5), Automovilismo (3), Baloncesto (26), Béisbol (7), Billar (2), Boliche (1), Boxeo (6), Ciclismo (8), Dirigente (10), Educación Física (1)  Fútbol (52), Golf (1), Judo (2), Motociclismo (2), Natación (9), Patinaje (1), Periodismo (1), Pesca (1), Tenis de mesa (2), Tiro (3), Varios deportes (3), Voleibol (3).